# Wonderful World (Sam Cooke)
"Wonderful World" is een nummer van de Amerikaanse zanger Sam Cooke. Het verscheen op zijn album The Wonderful World of Sam Cooke uit 1960. Op 14 april van dat jaar werd het nummer uitgebracht als single.

## Achtergrond
"Wonderful World" is geschreven door Cooke, Lou Adler en Herb Alpert en geproduceerd door Cooke. Adler en Alpert schreven het nummer met het thema dat zowel kennis als opleiding de overhand kan hebben over gevoelens, maar dat liefde de wereld een betere plaats kan maken. Adler nam het nummer niet erg serieus, maar Cooke wel. Adler herinnerde zich hierover: "Hij zei, 'Wat dacht je van dat nummer?' En hij ging ermee verder." Cooke ging verder in op het thema van scholing, herschreef een deel van het nummer en nam het op 2 maart 1959 op. Het nummer werd toegeschreven aan de fictieve Barbara Campbell, die ook werd toegeschreven aan twee andere hits van Cooke, "Only Sixteen" en "Everybody Loves to Cha Cha Cha".
Nadat Cooke in 1960 een platencontract tekende bij RCA Victor, werden zijn eerste twee singles "Teenage Sonata" en "You Understand Me" geen hits. John Siamas, medeoprichter van Keen Records, waar Cooke tot eerder dat jaar onder contract stond, ontdekte "Wonderful World" tussen nog niet uitgebrachte opnames van Cooke en bracht het op 14 april 1960 uit als single. Het nummer werd zijn meest succesvolle single sinds zijn eerste hit "You Send Me" met een twaalfde plaats in de Amerikaanse Billboard Hot 100 en een tweede plaats in de r&b-lijsten. In 2004 plaatste het tijdschrift Rolling Stone het nummer op plaats 373 in hun lijst The 500 Greatest Songs of All Time.
"Wonderful World" werd in 1965 gecoverd door Herman's Hermits als eerbetoon aan Cooke, die een jaar eerder werd doodgeschoten. Hun versie bereikte de vierde plaats in de Verenigde Staten en de zevende plaats in het Verenigd Koninkrijk. Otis Redding coverde het nummer datzelfde jaar op zijn album Otis Blue. In 1978 nam Art Garfunkel een langzame versie van het nummer op onder de titel "(What a) Wonderful World", met zijn voormalige zangpartner Paul Simon en James Taylor als achtergrondzangers; alhoewel Simon deelnam aan de opname, werd het nummer niet gepromoot als een single van Simon & Garfunkel. De versie van Garfunkel bereikte de zeventiende plaats in de Billboard Hot 100 en werd een nummer 1-hit in de Adult Contemporary-lijst. In Nederland bereikten covers door Dean Saunders met Yes-R en The Voice of Holland-kandidaat Michelle Flemming in 2011 allebei de Single Top 100.
"Wonderful World" werd gebruikt in de films Animal House uit 1978 en Breathless uit 1983. Een cover door Greg Chapman werd prominent gebruikt in de film Witness, waardoor het nummer weer onder de aandacht kwam. Voornamelijk in het Verenigd Koninkrijk leerde men het nummer kennen en een cover door Tony Jackson werd gebruikt in een televisiereclame voor Levi's. Hierdoor werd het opnieuw als single uitgebracht en bereikte het de tweede plaats in het land. In zowel Nederland als Vlaanderen werd het naar aanleiding van deze reclame een nummer 1-hit in de Nederlandse Top 40, de Nationale Hitparade en de BRT Top 30. In Nederland werd dit nummer gebruikt als begintune voor het tv-programma Herexamen, uitgezonden door de VARA, waarin BN'ers werden getest op hun middelbareschoolkennis. Ook de begintune van het programma Weet Ik Veel is afgeleid van dit nummer.

## Hitnoteringen

### Sam Cooke

#### Nederlandse Top 40
| Hitnotering: 03-05-1986 t/m 19-07-1986 | Hitnotering: 03-05-1986 t/m 19-07-1986 | Hitnotering: 03-05-1986 t/m 19-07-1986 | Hitnotering: 03-05-1986 t/m 19-07-1986 | Hitnotering: 03-05-1986 t/m 19-07-1986 | Hitnotering: 03-05-1986 t/m 19-07-1986 | Hitnotering: 03-05-1986 t/m 19-07-1986 | Hitnotering: 03-05-1986 t/m 19-07-1986 | Hitnotering: 03-05-1986 t/m 19-07-1986 | Hitnotering: 03-05-1986 t/m 19-07-1986 | Hitnotering: 03-05-1986 t/m 19-07-1986 | Hitnotering: 03-05-1986 t/m 19-07-1986 | Hitnotering: 03-05-1986 t/m 19-07-1986 | Hitnotering: 03-05-1986 t/m 19-07-1986 |
| Week                                   | 1                                      | 2                                      | 3                                      | 4                                      | 5                                      | 6                                      | 7                                      | 8                                      | 9                                      | 10                                     | 11                                     | 12                                     |                                        |
| -------------------------------------- | -------------------------------------- | -------------------------------------- | -------------------------------------- | -------------------------------------- | -------------------------------------- | -------------------------------------- | -------------------------------------- | -------------------------------------- | -------------------------------------- | -------------------------------------- | -------------------------------------- | -------------------------------------- | -------------------------------------- |
| Positie                                | 19                                     | 6                                      | 2                                      | 1                                      | 1                                      | 1                                      | 1                                      | 2                                      | 3                                      | 6                                      | 14                                     | 26                                     | uit                                    |

#### Nationale Hitparade
| Hitnotering: 03-05-1986 t/m 05-07-1986 | Hitnotering: 03-05-1986 t/m 05-07-1986 | Hitnotering: 03-05-1986 t/m 05-07-1986 | Hitnotering: 03-05-1986 t/m 05-07-1986 | Hitnotering: 03-05-1986 t/m 05-07-1986 | Hitnotering: 03-05-1986 t/m 05-07-1986 | Hitnotering: 03-05-1986 t/m 05-07-1986 | Hitnotering: 03-05-1986 t/m 05-07-1986 | Hitnotering: 03-05-1986 t/m 05-07-1986 | Hitnotering: 03-05-1986 t/m 05-07-1986 | Hitnotering: 03-05-1986 t/m 05-07-1986 | Hitnotering: 03-05-1986 t/m 05-07-1986 |
| Week                                   | 1                                      | 2                                      | 3                                      | 4                                      | 5                                      | 6                                      | 7                                      | 8                                      | 9                                      | 10                                     |                                        |
| -------------------------------------- | -------------------------------------- | -------------------------------------- | -------------------------------------- | -------------------------------------- | -------------------------------------- | -------------------------------------- | -------------------------------------- | -------------------------------------- | -------------------------------------- | -------------------------------------- | -------------------------------------- |
| Positie                                | 4                                      | 1                                      | 1                                      | 1                                      | 1                                      | 1                                      | 2                                      | 5                                      | 10                                     | 10                                     | uit                                    |

#### NPO Radio 2 Top 2000
| Nummer met noteringen in de NPO Radio 2 Top 2000 | '99 | '00 | '01  | '02  | '03 | '04  | '05  | '06  | '07  | '08  | '09  | '10 | '11 | '12  | '13  | '14 | '15 | '16 | '17  | '18  | '19  | '20  | '21  |
| ------------------------------------------------ | --- | --- | ---- | ---- | --- | ---- | ---- | ---- | ---- | ---- | ---- | --- | --- | ---- | ---- | --- | --- | --- | ---- | ---- | ---- | ---- | ---- |
| Wonderful World (Sam Cooke)                      | 888 | 847 | 1548 | 1531 | 556 | 1481 | 1442 | 1005 | 1174 | 1077 | 1153 | 998 | 790 | 1019 | 1086 | 966 | 935 | 959 | 1086 | 1561 | 1863 | 1677 | 1707 |

1. ↑  Een vetgedrukt getal geeft de hoogste notering aan.
2. ↑  Deze tabel is bijgewerkt tot en met de laatste editie (2024).

### Dean Saunders feat. Yes-R

#### Single Top 100
| Hitnotering: 22-10-2011 t/m 31-12-2011 | Hitnotering: 22-10-2011 t/m 31-12-2011 | Hitnotering: 22-10-2011 t/m 31-12-2011 | Hitnotering: 22-10-2011 t/m 31-12-2011 | Hitnotering: 22-10-2011 t/m 31-12-2011 | Hitnotering: 22-10-2011 t/m 31-12-2011 | Hitnotering: 22-10-2011 t/m 31-12-2011 | Hitnotering: 22-10-2011 t/m 31-12-2011 | Hitnotering: 22-10-2011 t/m 31-12-2011 | Hitnotering: 22-10-2011 t/m 31-12-2011 | Hitnotering: 22-10-2011 t/m 31-12-2011 | Hitnotering: 22-10-2011 t/m 31-12-2011 | Hitnotering: 22-10-2011 t/m 31-12-2011 |
| Week                                   | 1                                      | 2                                      | 3                                      | 4                                      | 5                                      | 6                                      | 7                                      | 8                                      | 9                                      | 10                                     | 11                                     |                                        |
| -------------------------------------- | -------------------------------------- | -------------------------------------- | -------------------------------------- | -------------------------------------- | -------------------------------------- | -------------------------------------- | -------------------------------------- | -------------------------------------- | -------------------------------------- | -------------------------------------- | -------------------------------------- | -------------------------------------- |
| Positie                                | 25                                     | 7                                      | 7                                      | 14                                     | 18                                     | 48                                     | 40                                     | 51                                     | 52                                     | 64                                     | 91                                     | uit                                    |

### Michelle Flemming

#### Single Top 100
| Hitnotering: 31-12-2011 t/m 07-01-2012 | Hitnotering: 31-12-2011 t/m 07-01-2012 | Hitnotering: 31-12-2011 t/m 07-01-2012 | Hitnotering: 31-12-2011 t/m 07-01-2012 |
| Week                                   | 1                                      | 2                                      |                                        |
| -------------------------------------- | -------------------------------------- | -------------------------------------- | -------------------------------------- |
| Positie                                | 38                                     | 86                                     | uit                                    |